# Adrian Popa
Adrian Dumitru Popa (Bucarest, el 24 de juliol de 1988) és un futbolista romanès que juga amb l'Steaua Bucureşti i la selecció romanesa.